# Ian Gough
Ian Gough (* 10. November 1976 in Panteg, Torfaen) ist ein ehemaliger walisischer Rugby-Union-Spieler. Er spielte in der zweiten Reihe für die Ospreys, die Newport Gwent Dragons und die walisische Nationalmannschaft.

## Biografie
Auf Vereinsebene spielte Gough zu Beginn in Kanada beim Amateurverein Toronto Nomads, ehe er 1996 in seine walisische Heimat zurückkehre und einen Profivertrag beim Pontypridd RFC erhielt. Mit diesem gewann er den Meistertitel der Welsh Premier Division. Nach zwei Jahren wechselte er zum Newport RFC und blieb dort während fünf Jahren. Gough gab am 28. Juni 1998 sein Debüt für die walisische Nationalmannschaft bei der 13:96-Niederlage in Pretoria gegen Südafrika, der höchsten Niederlage in der Geschichte des Landes. Trotz dieses Rückschlags blieb er bis 2002 regelmäßig im Kader der Nationalmannschaft. Aufgrund von Verletzungen und schlechterer Leistungen verlor er seinen Stammplatz und kam erst 2005 zurück, als Wales den Grand Slam bei den Six Nations 2005 gewinnen konnte.
Von 2003 bis 2007 spielte Gough für die Newport Gwent Dragons und stieß 2007 bis ins Halbfinale des European Challenge Cup vor. Währenddessen sicherte er sich erneut einen Stammplatz in den Reihen der Nationalmannschaft und war einer der erfahrensten Spieler des Teams. Bei der Weltmeisterschaft 2007 gehörte er zu den besseren Spielern einer enttäuschenden Mannschaft, die bereits in der Vorrunde ausschied. Im Anschluss wechselte er zum seinerzeit besten walisischen Team, den Ospreys, mit denen er 2010 und 2012 den Meistertitel der internationalen Liga Pro12 holte. Unter dem neuen Nationaltrainer Warren Gatland gehörte er weiterhin zum Stammpersonal. So war er ein wichtiger Faktor beim Grand Slam bei den Six Nations 2008. Im entscheidenden Spiel gegen Frankreich kam er zu seinem 50. Einsatz für Wales.
Ab 2009 gehörte Gough nicht mehr der Nationalmannschaft an. 2013/14 spielte er für den englischen Verein London Irish, 2014/15 nochmals für die Newport Gwent Dragons. Schließlich erklärte er im Mai 2015 seinen Rücktritt vom Spitzensport, im Alter von 38 Jahren.